# 편선호
편선호(1986년 7월 27일 ~)는 전직 대한민국 카운터-스트라이크 프로게이머이자 코치이며, 아이디는 termi를 사용한다.
아마추어 기록 : 충청남도 보령시에 거점을 둔 RF 클랜 활동을 시작으로, OGN 카운터스트라이크 컨디션제로 2차 리그에서 esq.wind 팀에서 첫 공식 방송 대회에 출전한다.
프로데뷔 : 위메이드 폭스 CS 소속으로 활동하다가 2011년 8월 22일 위메이드 폭스 해체 이후 원래 팀 명칭이었던 Project_kr로 활동하였다. 이후 스타테일의 지원을 받으며 스타테일 소속으로 활동하다가 2015년 11월 17일 MVP의 카운터-스트라이크 게임단 MVP프로젝트 의 코치로 선임되었다.

## 수상 경력
- 2015.10 카스온라인 월드 챔피언십 JAKARTA 2015 우승
- 2014.12 카스온라인 월드 챔피언십 SEOUL 2014 준우승
- 2014.11 카스온라인 정규리그 더 챌린지 2014 시즌2 우승
- 2014.08 카스온라인 정규리그 더 챌린지 2014 시즌1 우승
- 2013.12 카스온라인 월드 챔피언십 SHANGHAI 2013 3위
- 2013.08 카스온라인 정규리그 더 챌린지 2013 우승
- 2012.11 카스온라인 정규리그 더 클랜 시즌3 우승
- 2012.02 카스온라인 정규리그 더 클랜 시즌2 우승
- 2010.11  WEM2010 우승
- 2010.11  IEF 2010 3위
- 2010.08  WCG2010 국가대표 선발전 우승
- 2010.08  e스타즈 2010 킹오브더게임 준우승
- 2010.04  카스온라인 동아시아대회 우승
- 2010.02  ESL S4 Asia Championship Finals 우승
- 2009.11  실내아시아경기대회 e스포츠부문 금메달
- 2009.10  ESL 인텔 익스트림 마스터즈 시즌 4 3위
- 2009.09  GameGune 2009 준우승
- 2009.07  e-Stars Continental Cup East 우승
- 2009.07  e-Stars King of the Game 준우승
- 2009.05  DTS-CUP 준우승
- 2009.03  Inter Extreme Masters Global Final 5~6위
- 2009.01  Inter Extreme Asia Masters 2위
- 2008.11  World Cyber Games 3위
- 2008.10  Wrold E-sports Masters 3위
- 2008.09  IEF Korea Qualify Tournament 우승
- 2008.08  ESWC Grand Final 2위
- 2008.07  WCG Korea Qualify Tournament 우승
- 2008.07  이스타즈 서울 2위
- 2008.07  ESWC Masters 5~8위
- 2008.07  ESWC Korea Qualify Tournament 우승
- 2008.05  Nexon Counter-Strike Online Tournament 3위
- 2008.03  ESL Extreme Masters 3위
- 2008.01  ESL Extreme Masters Korea Qualify Tournament 우승
- 2007.10  5~8위 WCG2007GrandFinal
- 2007.10  5위 Extreme MastersLA2007
- 2007.08  우승 WCG2007 한국대표선발전
- 2007.08  우승 CGS 한국국가대표선발전 CS:S
- 2007.06  IEF2007 중국대표선발전 초청전 참가
- 2007.06  우승 ESWC2007 한국대표선발전
- 2007.06  우승 KCSL Elite Season 우승
- 2007.05  우승 XPEED FPSGAME LEAGUE
- 2007.03  3위 Razer 배 카운터스트라이크 리그
- 2007.03  2006 대한민국 e스포츠 대상 올해의 카스팀
- 2007.03  준우승 Kespa Cup 카운터스트라이크 리그
- 2006.12  6위 CPL winter champion ship
- 2006.11  준우승 CPL KOREA
- 2006.10  5~8위 WCG 2006 Grand Final 5~8th
- 2006.09  3위 IEF Grand final
- 2006.08  우승 WCG 2006 한국대표선발전
- 2006.07  우승 IEF 2006 한국국가대표선발전
- 2006.07  우승 MIL WEF2006 한국국가대표 선발전
- 2006.06  우승 dynamic KOREA 이스포츠 홍보대사 한국대표
- 2006.05  4강 MIL ESWC2006 한국국가대표 선발전
- 2006.05  우승 MIL CPL2006 summer 한국국가대표 선발전
- 2006.05  3위 WEG 2006 Master
- 2005.12  우승 2005 CGEL 한중 E-sports 대항전
- 2005.12  준우승 WEG CJ Grand Final
- 2005.09  우승 WEG 2005 한국대표 선발전
- 2005.09  우승 WCG 2005 한국대표선발전
- 2005.08  우승 CGL 사이버파크 게임리그 한중대항전 한국예선
- 2005.06  8~12th WEG season 2 한국대표 project_kr 8~12th
- 2004.12  OGN 카운터스트라이크 컨디션제로 2차 리그  3위 esq.wind